# Rosalie von Rauch
Rosalie von Rauch, celým jménem Rosalie Wilhelmina Johanna (29. srpna 1820, Berlín – 5. března 1879, Drážďany) byla německá šlechtična a později hraběnka.

## Život

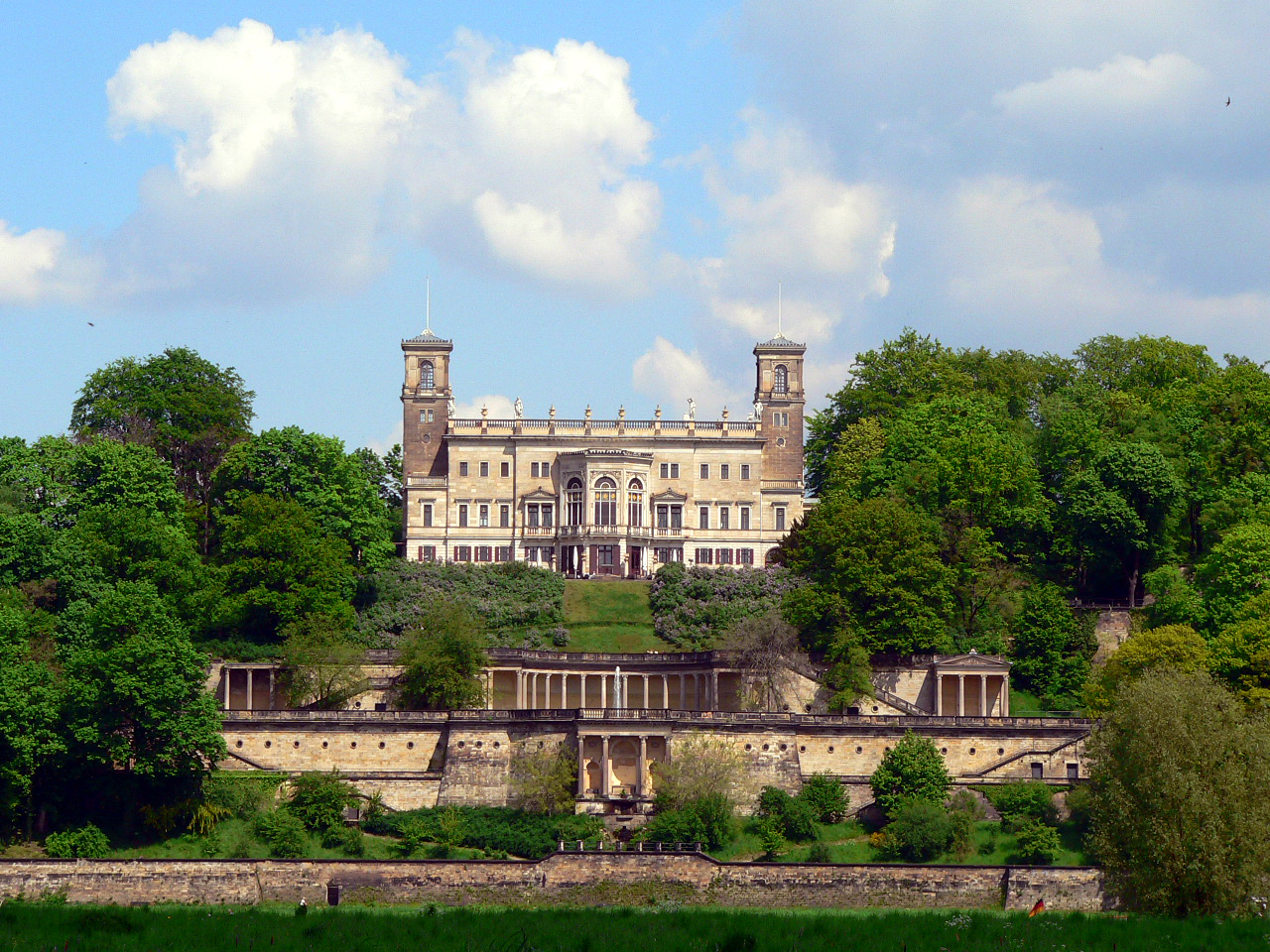
Pohled na zámek Albrechtsberg

Jako mladá byla pokojskou nizozemské princezny Marianny, která byla manželkou prince Albrechta, jenž byl nejmladším synem pruského krále Fridricha Viléma III. V Berlíně se 13. června roku 1853 vdala za pruského prince Albrechta Pruského a stala se tak jeho druhou manželkou. Přibližně dva týdny před svatbou se stala hraběnkou z Hohenau. Vzhledem k nižšímu postavení Rosalie, bylo dle zákonů rodu Hohenzollernů manželství morganatické.
Manželský pár bydlel nějakou dobu v durynském Meiningenu. Odtud se později přestěhoval do obce Loschwitz nedaleko Drážďan, kde měl Albrecht sídlo.
Po smrti svého manžela žila pár let na zámku Albrechtsberg, kde také zemřela ve věku 58 let. Rosalie byla pohřbena v mauzoleu, které se nacházelo v parku poblíž zámku na místě bývalých lázní.

## Potomci
Rosalie a Albrecht spolu měli celkem 2 děti:
- Vilém z Hohenau (25. dubna 1854 – 28. října 1930), pruský generál,
⚭ 1878 Laura von Saurma Jeltsch-Lorzendorf (6. října 1857 – 24. února 1884)
⚭ 1887 Markéta Hohenlohe-Öhringenská (27. prosince 1865 – 13. června 1940)

- Fridrich z Hohenau (21. května 1857 – 15. dubna 1914), pruský major, ⚭ 1881 Charlotte von der Decken (